# Mauricinho

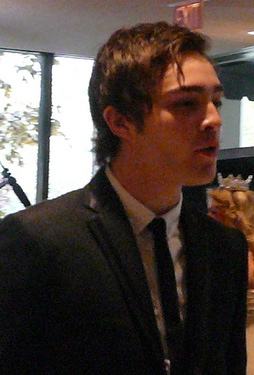
O ator Ed Westwick protagoniza o personagem Chuck Bass, da série Gossip Girl, preppy e também playboy já que se envolve com muitas mulheres.

Os termos mauricinho e patricinha no Brasil designam pessoas que possuem um elevado nível social e se preocupam com a aparência. Falsamente relacionam-se mauricinhos e patricinhas com preppys, possivelmente pela semelhança de âmbito financeiro. Mauricinhos e patricinhas tendem a ter personalidade sociável e altruísta, visando sempre agradar ao próximo pela personalidade ou pela aparência. Já a cultura preppy, além dessas últimas qualidades, bem mais visíveis e centradas, possui normas sociais bem pragmáticas e uma organização cultural, sendo realmente um estilo de vida e não uma gíria ou um termo popular, diferenciando-se dos termos patricinha e mauricinho.

## Diferenças entre mauricinho eplayboy
Os "mauricinhos" são as versões masculinas das "patricinhas", por isso seguem tendências de moda clássica e conservadora, são pessoas consumistas,  gostam de se arrumar e de chamar a atenção por isso. Possuem na sua maioria um forte gosto musical para pop e música eletrônica. Mesmo sendo esse termo diferente do termo playboy, o mauricinho pode ser também um playboy, desde que saia com muitas mulheres, sem ter um relacionamento exclusivo. Por isso, em vários textos, músicas etc., podemos encontrar a palavra playboy se referindo a um mauricinho. Existem aqueles que vestem a roupa da tribo, mas não possuem a personalidade enquadrada ao estilo, sendo esses falsos mauricinhos, que possivelmente foram surgindo com a repentina mudança de classe social de pessoas que não tiveram a criação cultural comum da elite.
Os playboys são homens que não possuem dinheiro necessariamente e saem com muitas mulheres ao mesmo tempo. Geralmente os playboys de classe média andam com características semelhantes como: não seguem tendências de moda, apesar de usarem roupas de marca. Geralmente não são estudiosos. A palavra playboy não se refere a uma tribo urbana, mas caracteriza um homem que sai bastante com mulheres, por isso podemos encontrar um mauricinho playboy, o que adota as características dos mauricinhos e além disso se diverte sexualmente com muitas mulheres, sem possuir um relacionamento fixo.